# Fol·licle (fruit)

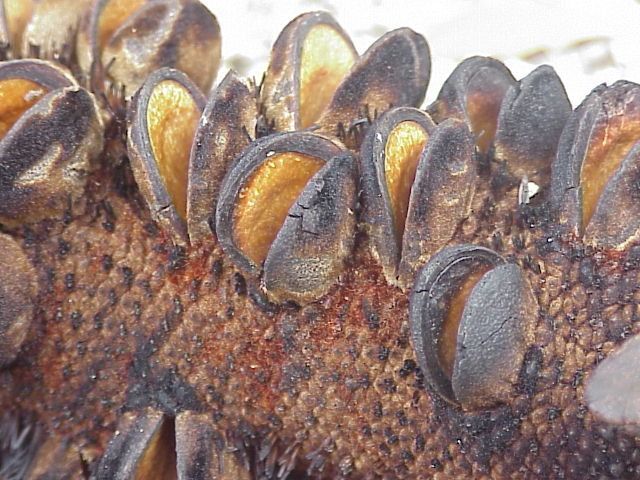
Pinyes de Banksia serrata, amb fol·licles oberts.

Un fol·licle, en botànica, és un fruit sec que prové d'un únic carpel, té diverses llavors i que es caracteritza per obrir-se quan està madur per una sutura ventral.
Presenten fruits en fol·licle els magnolis, el gènere Banksia i la peònia entre d'altres.